# Ariane 6
Ariane 6 je nosná raketa vyvinutá a vyráběná společností ArianeGroup pro Evropskou kosmickou agenturu (ESA). Je součástí série kosmických nosných raket Ariane a nahradila typ Ariane 5. Jako středně těžký nosič srovnatelný s raketou Atlas V, Angara 5, Delta IV nebo případně Falcon 9 popřípadě Terran R. Bude schopna dopravit náklad až na oběžnou dráhu kolem Měsíce. Raketa poprvé odstartovala 9. července 2024, první komerční let proběhl 6. března 2025.

## Charakteristika
Ariane 6 má dva raketové stupně, oba jsou poháněné motory na kapalný vodík a kapalný kyslík. První stupeň je vybaven vylepšenou verzí motoru Vulcain, který již byl použit na Ariane 5, který hoří od začátku letu a má vynést raketu za deset minut do výšky asi 100 kilometrů. Druhý stupeň má nově navržený motor Vinci, který má být schopen dopravit náklad na různé oběžné dráhy v rámci jednoho letu. Většinu počátečního tahu při startu zajišťují raketové boostery P120 na tuhé palivo připojené k prvnímu stupni.
Oproti Ariane 5 by měla být Ariane 6 při pravidelném provozu o polovinu levnější a umožňovat dvakrát vyšší frekvenci startů.

### Vývoj
Závěrečný návrh rakety byl vybrán ESA v prosinci 2014. První zkušební let byl původně plánován na rok 2020 a několikrát odložen, podle odhadu z podzimu 2022 k němu mělo dojít ve 4. čtvrtletí 2023, pak byl tento termín posunut na červen 2024. V květnu 2024 pak ESA upřesnila, že se pro premiéru nové rakety počítá s prvními dvěma týdny července 2024. První start proběhl 9. července 2024.
Raketa by měla vynášet mj. satelity systému Galileo, třetí generace série satelitů Meteosat nebo sondu Plato. Při prvním letu bylo vypuštěno 9 cubesatů.
Na vývoji rakety se podílela i česká firma Aerotech Czech, která vyrábí součásti palivového systému rakety. Další českou firmou, která se podílí na výrobě dílů pro raketu, je klatovská ATC Space. V jejich závodě probíhá výroba hliníkových částí plášťů pomocných urychlovacích motorů P120. Jedná se o spodní prstenec s úchytem k centrálnímu stupni a vrchní prstenec se skosenou hranou. Dále se zde vyrábějí některé hliníkové díly na centrální stupeň nosiče. Na pozemním segmentu je osazen deflektor spalin, což je rozměrná ocelová konstrukce o hmotnosti 650 tun, která má za úkol odvádět spaliny od startující rakety. Výrobu deflektoru provedla firma MCE Slaný. V roce 2021 byly realizovány testy spodní nosné části pomocných motorů ve zkušebnách Výzkumného a zkušebního leteckého ústavu v Praze Letňanech.
Vývoj rakety stál asi 3,9 mld. eur.

### Varianty
Raketa má mít dvě varianty:
- Ariane 62 - dva boostery P120, určená hlavně pro vědecké a státní mise, s nosností až 4,5 t na GTO a 10,35 t na LEO,
- Ariane 64 - čtyři boostery P120, určená hlavně pro komerční mise s možností vynesení dvou satelitů najednou, s nosností až 11,5 t na GTO a 21,5 t na LEO.

Zvažuje se také vylepšení Block 2, které by mělo spočívat ve vylepšení boosterů P120 a motorů Vinci, které by mělo umožnit zvýšit nosnost na LEO o 3 tuny.

## První lety

### VA262
První, testovací let rakety se uskutečnil 9. července 2024 z Guyanské kosmické centrum ve Francouzské Guyaně. Vlastní start proběhl v pořádku a podařilo se také vypustit devět malých satelitů CubeSat. Jedním z vypuštěných CubeSatů byla i slovenská družice GRBBeta slovenské soukromé společnosti Spacemanic. Náklad byl tvořen také vědeckými experimenty, které byly pevně spojeny s druhým stupněm nosiče. Například YPSat byl vyvinut studenty a jeho úkolem bylo vyfotit a natočit odhození aerodynamického krytu a pak vypouštění jednotlivých CubeSatů. Poslední část nákladu tvořila dvě experimentální návratová pouzdra, která měla ověřit nové technologie.  
Po sérii testů se však nepodařilo obnovit provoz pomocné jednotky APU, která se stará o správné zásobování motoru horního stupně palivem. Proto nemohl být tento stupeň naveden k zániku v atmosféře (cílem tohoto manévru mělo být snížení množství existujícího kosmického smetí na zemské oběžné dráze). Bylo zrušeno také vypuštění dvou návratových pouzder.

### První komerční let
Let byl původně plánován na únor 2025, ale byl přesunut nejprve na 3. března, a nakonec na 6. března. Na palubě letěla Francouzská vojenská snímkovací družice CSO-3, jež byla umístěna na heliosynchronní dráhu..